# Preisniveau

Jährliche Preisveränderungsraten in Deutschland seit 1965

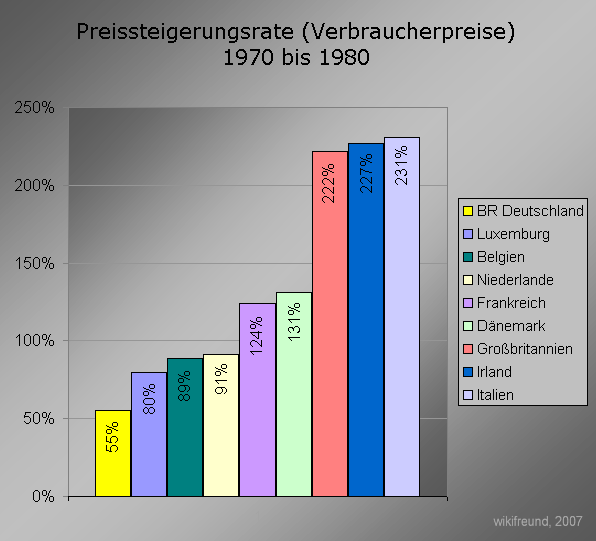
Preissteigerung in den Mitgliedsstaaten der Europäischen Gemeinschaft (EG) von 1970 bis 1980

Das Preisniveau ({\displaystyle p}) ist eine volkswirtschaftliche Kennzahl, die angibt, wie viele Geldeinheiten in einer Volkswirtschaft für die Preise bestimmter Güter und Dienstleistungen eines Warenkorbs bezahlt werden müssen.
Die Volkswirtschaftslehre befasst sich zu Vergleichs- und Analysezwecken mit verschiedenen statistischen Daten, die in Form von Kurven für einen bestimmten Zeitraum mit einer festgelegten Datenreihe zusammengefasst werden. Zu dieser Niveaumenge gehört unter anderem das Preisniveau, mit dem insbesondere die Preisniveaustabilität gemessen wird, das heimische Produktionsniveau, das Kursniveau oder das Zinsniveau, das mittels Zinskurven visualisiert werden kann. Die Preisniveaustabilität ist ein Staatsziel des Magischen Vierecks (§ 1 StabG), das bei der Wirtschafts- und Finanzpolitik zu beachten ist. Stabilität des Preisniveaus bedeutet, dass die Preise insgesamt – im Durchschnitt – einigermaßen stabil sind.
Das Preisniveau steht als eine der zentralen volkswirtschaftlichen Kennzahlen im Mittelpunkt der Beobachtung durch die Wirtschaftssubjekte (Wirtschaftspolitik, Unternehmen, Privathaushalte, Staat, Analysten), sagt doch sein Kehrwert etwas über die Kaufkraft einer Währung aus. Steigt das Preisniveau in der Volkswirtschaft, sinkt die Kaufkraft und umgekehrt. Tendenziell steigendes Preisniveau nennt man Inflation, fallendes Deflation. Von Inflation wird jedoch erst gesprochen, wenn das Preisniveau 6 Monate lang ohne Unterbrechung gestiegen ist. Das Preisniveau ist wegen seiner Bedeutung für die Wirtschaft ein wichtiges wirtschaftspolitisches Ziel innerhalb des Magischen Vierecks, jederzeit Preisniveaustabilität zu erreichen, was sogar gesetzlich verankert ist (§ 1 Stabilitätsgesetz).
Die Veränderungen durch Preise sind der Grund, warum man in der Volkswirtschaftslehre und im Steuerrecht zwischen Nennwert und Realwert unterscheidet. Das Geld behält zwar seinen aufgedruckten Nennwert, bei Inflation sinkt jedoch sein Realwert.

## Einflussfaktoren
Auf längere Sicht ist Inflation/Deflation ein monetäres Phänomen, weil das Preisniveau auf dem Gütermarkt von der Geldmenge auf dem Geldmarkt bestimmt wird. Allerdings wirkt sich die Geldmengenentwicklung nicht sofort auf das Preisniveau aus. So kam die Deutsche Bundesbank in einer empirischen Untersuchung für den Zeitraum von 1970 bis 1990 zu dem Ergebnis, dass die Preisentwicklung in Deutschland mit einer zeitlichen Verzögerung auf die Geldmengenentwicklung folgt. Danach setzt der Effekt der Preisniveauveränderung nach etwa 2 ½ Jahren ein. 
Kurzfristig wird das Preisniveau auch von anderen Faktoren beeinflusst, etwa Lohnerhöhungen (Lohn-Preis-Spirale; englisch wage-push-inflation), Produktionskostensteigerungen (englisch cost-push-inflation), Ölpreissteigerungen (importierte Inflation) oder einer Erhöhung der Mehrwertsteuer (englisch tax-push-inflation).

## Preisniveauentwicklung
Ein sinkendes Preisniveau bezeichnet man als Deflation, ein steigendes Preisniveau als Inflation. Ein stark steigendes Preisniveau wird als Hyperinflation bezeichnet, ein steigendes Preisniveau bei Stillstand des Wirtschaftswachstums nennt man Stagflation.

## Relatives Preisniveau
Das relative Preisniveau ist das Verhältnis zwischen allgemeinem Verbraucherpreisniveau und allgemeinem Lohnniveau.
Es zeigt die Leistungsfähigkeit einer Volkswirtschaft an, wobei ein niedrigeres relatives Preisniveau höhere Leistungsfähigkeit bedeutet, da in diesem Fall für dieselben Waren und Dienstleistungen weniger gearbeitet werden muss.
In einer Stagflation steigt das allgemeine Verbraucherpreisniveau schneller als das allgemeine Lohnniveau, damit steigt das relative Preisniveau. Damit zeigt Stagflation einen Verlust wirtschaftlicher Leistungsfähigkeit an.

## Erwartetes Preisniveau
Das erwartete Preisniveau pe, auch Erwartungspreisniveau, ist der Preis der für die folgende Periode angenommen wird. Es steht in engem Zusammenhang mit Arbeitsmarkttheorien, im Sinne von Lohnsetzung, Preissetzung und Produktionserwartungen.

### Erwartetes Preisniveau und Lohnsetzung
Das erwartete Preisniveau gehört in den Wirtschaftstheorie zu den Einflussgrößen auf die Höhe des Nominallohns (w). Begründet wird dies damit, dass zukünftige Preise von den Tarifparteien als wichtige Einflussgröße auf die Kaufkraft zukünftiger Löhne angesehen und somit in Tarifverhandlungen berücksichtigt werden.
Die Lohnsetzungsfunktion lautet:
{\displaystyle w=p^{e}\cdot F(u,z)}
Wenn nun Arbeitnehmer eine Erhöhung der Preise erwarten, so werden sie eine Lohnerhöhung fordern. Sollten die Arbeitgeber beispielsweise die Verdoppelung ihrer zu zahlenden Preise erwarten, dann werden sie auch bereit sein, die Nominallöhne zu verdoppeln. In diesem Fall würde der Reallohn (w/p) konstant bleiben, da sich beide Faktoren in gleicher Weise verändern. Das bedeutet einen positiven Zusammenhang zwischen erwartetem Preisniveau und Nominallohn.

### Berücksichtigung des erwarteten Preisniveaus im AS-AD-Modell
Das erwartete Preisniveau stellt einen wichtigen Baustein im AS-AD-Modell dar.

#### Das aggregierte Angebot
Das aggregierte Angebot stellt dar, inwieweit sich Produktionsänderungen auf das Preisniveau auswirken. Die aggregierte Angebotskurve beschreibt einen Mechanismus, durch den sich Preise und Löhne im Zeitverlauf anpassen, d. h. steigen oder fallen.
Um die Wirkungsweise von pe zu untersuchen, werden zunächst die Lohnsetzungsfunktion (s. o.) und Preissetzungsfunktion durch die Eliminierung von W zu einer neuen Gleichung zusammengefügt.
Preissetzungsfunktion: {\displaystyle p=(1+\mu )\cdot W}
Preis-Lohnsetzungsgleichung: {\displaystyle p=p^{e}\cdot (1+\mu )\cdot F(u,z)}
Es ist ersichtlich, dass sich das Preisniveau nur verändert, wenn sich pe oder die Arbeitslosenquote u verändern.
Wenn man nun die Arbeitslosenquote {\displaystyle u=1-Y/Z} ersetzt, erhält man folgende Gleichung:
AS-Funktion: {\displaystyle p=p^{e}\cdot (1+\mu )\cdot F(1-Y/L,z)}

Die aggregierte Angebotskurve (AS-Kurve)

Grundsätzlich kann man sagen, dass in der kurzen Frist das Preisniveau in der Regel der Preiserwartung entspricht. Mittelfristig jedoch gleicht sich pe an p an.
Die AS-Funktion besagt, dass p positiv von pe und dem Produktionsniveau (Y) abhängt (unter der Annahme kurz- und mittelfristiger Konstanz der übrigen Variablen). Wenn also ein höheres Preisniveau erwartet wird, passt sich das tatsächliche im gleichen Verhältnis an. Wird mit einer Preisniveauerhöhung gerechnet, dann passen sich die Löhne positiv dazu an. Erfolgt eine Nominallohnerhöhung um den angestrebten Reallohn zu erreichen, dann lässt das die Kosten für die Unternehmen steigen. Die angestiegenen Kosten werden die Unternehmen dann auf die Preise umlegen, was wiederum zu einer Preisniveauerhöhung führt.
Bei gegebener Preiserwartung würde eine erhöhte Produktion die Preise ansteigen lassen. Dies verdeutlicht die steigende Angebotskurve. Wenn die Produktion ihrem natürlichen Produktionsniveau (Y=Yn) entspricht, dann entspricht auch das Preisniveau dem Erwartungspreisniveau (in A).
Schlussfolgernd kann man sagen, dass starke Wirtschaftsaktivitäten Preisdruck verursachen.
Liegt Y < Yn dann ist p < pe und die Kurve wird sich nach unten verschieben. Ist Y > Yn dann ist p > pe und die AS-Funktion verschiebt sich nach oben.

#### Anpassungsprozess
Das AS-AD-Gleichgewicht ist abhängig von pe, es bestimmt die Lage der aggregierten Angebotskurve – bei einer Erhöhung des Erwartungspreisniveaus, verschiebt sich die AS-Kurve nach oben und andersherum. Der Gleichgewichtspunkt A, in dem Y =Yn und p = pe ist, verschiebt sich analog.
Solange die Produktion über ihrem natürlichen Niveau liegt, übersteigt das Preisniveau das erwartete. Im Zeitverlauf wird sich dieser Prozess jedoch wieder anpassen. Dann wenn Y > Yn, wird die Preiserwartung steigen und die an der Lohnsetzung beteiligten Personen werden den Nominallohn entsprechend positiv angleichen. Durch die für die Unternehmen gestiegenen Kosten, werden diese ihre Preise für ihre Güter und Dienstleistungen ebenfalls erhöhen. Die reale Geldmenge sinkt. Nun werden Zinsen steigen und die Produktion wird reduziert werden müssen, bis die Produktionsmenge wieder ihrem natürlichen Niveau entspricht. Nun ist Y =Yn dann ist p = pe.

### Inflation
Im Zusammenhang mit Inflation, erwarteter Inflation und Arbeitslosigkeit, wird die Preis-Lohnsetzungsgleichung herangezogen und um einen Term ausgetauscht. Aus der Lohnsetzungsformel ersetzen wir F(u,z) und nehmen folgende Beziehung an:
{\displaystyle F(u,z)=(1-\alpha \cdot u+z)}
Das heißt beispielsweise: der Lohn wird umso höher sein, desto niedriger die Arbeitslosenquote u ist.
Es entsteht die Gleichung:
{\displaystyle p=p^{e}\cdot (1+\mu )\cdot (1-\alpha \cdot u+z)}
Wie bereits beschrieben, zieht der Anstieg des erwarteten Preisniveaus einen Anstieg des tatsächlichen Preisniveaus, sowie einen höheren Nominallohn und einen, aus den erhöhten Kosten für die Unternehmen, resultierenden Preisanstieg nach sich.
Ausgehend von einem gegebenen Preisniveau der Vorperiode, bedeutet die Erhöhung des Preisniveaus der momentanen Periode gleichwohl eine Erhöhung des Preisanstiegs von der Vorperiode zur gegenwärtigen – also einer höheren Inflationsrate.
Bei gegebenem Preisniveau der Vorperiode, führt ein höheres erwartetes Preisniveau der aktuellen Periode zu einer höheren erwarteten Rate des Preisanstiegs von der Vorperiode zur aktuellen Periode – eine höhere erwartete Inflation.
Die Tatsache, dass ein Anstieg von Pe auch zum Anstieg des tatsächlichen Preisniveaus führt, kann in gleicher Weise auf die Inflation angewendet werden: Ein Anstieg der erwarteten Inflation führt zu einem Anstieg der tatsächlichen Inflation.

### Alternative Betrachtungsweise
Es ist ebenso denkbar, dass sich das erwartete Preisniveau pe an p, das tatsächliche Preisniveau anpasst wie in folgender Gleichung beschrieben.
{\displaystyle p^{e}=p\cdot [1+\lambda (Y-Y^{*})]}
Dies hätte zur Folge, dass die AS-Kurve in der kurzen Frist horizontal verläuft, und nicht wie in der bisherigen Betrachtungsweise, leicht steigend. Dies ist jedoch kein substanzieller Unterschied.

## Messung
Das allgemeine Preisniveau ist das einfache oder gewogene arithmetische Mittel aller Preise in einer Volkswirtschaft, so dass die hieraus resultierende Datenmenge seine Messung als unlösbar erscheinen lässt. Es muss daher eine möglichst repräsentative Messgröße verwendet werden. Gemessen wird deshalb das Preisniveau anhand eines Warenkorbs über einen Preisindex. Das entscheidende Kriterium für die Wahl eines bestimmten Preisindex ist seine Eignung als Maßgröße für das allgemeine Preisniveau, wobei kein Preisindex als Indikator für das Preisniveau als unanfechtbar gilt. Herauskristallisiert haben sich der Preisindex für die Lebenshaltung (Laspeyres-Index) sowie der Preisindex für das Sozialprodukt (Paasche-Index), die sich sowohl im Hinblick auf die erfassten Wirtschaftsbereiche als auch hinsichtlich ihres Berechnungsmodus unterscheiden.